# Hockey Club Lodi 1961
Questa voce raccoglie le informazioni riguardanti l'Hockey Club Lodi nelle competizioni ufficiali della stagione 1961.

## Maglie e sponsor
| 1ª divisa |